# تراشیدن سر

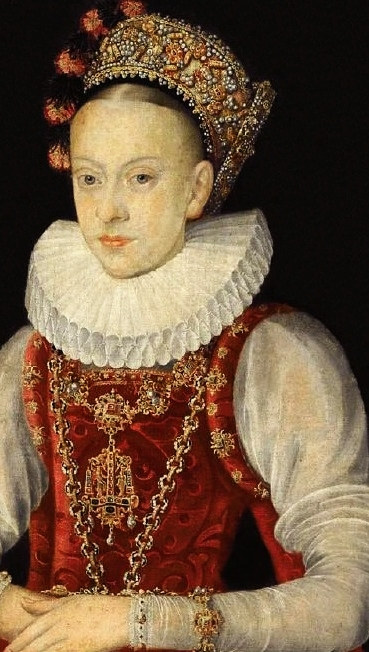
نگاره قرن هفدهم کریستینا لووبومیرسا، زن نجیب‌زاده لهستانی با سر تا حدودی تراشیده

تراشیدن سَر، عمل تراشیدن مو از روی سر فرد است. مردم در طول تاریخ تمام یا بخشی از سر خود را به دلایل متنوعی از جمله کارآمدی، راحتی، مد، سبک، دین، زیبایی‌شناسی، فرهنگ و مجازات تراشیده‌اند.

## تاریخ اولیه
اولین سابقه تاریخی که توصیف تراشیدن سر است از فرهنگ‌های مدیترانه باستان مانند مصر، یونان و روم است. دسته کشیش مصری آئینی به همه مو از سر تا پا با کندن آن را می‌زدنند.

## زمینه‌ها

### نظامی

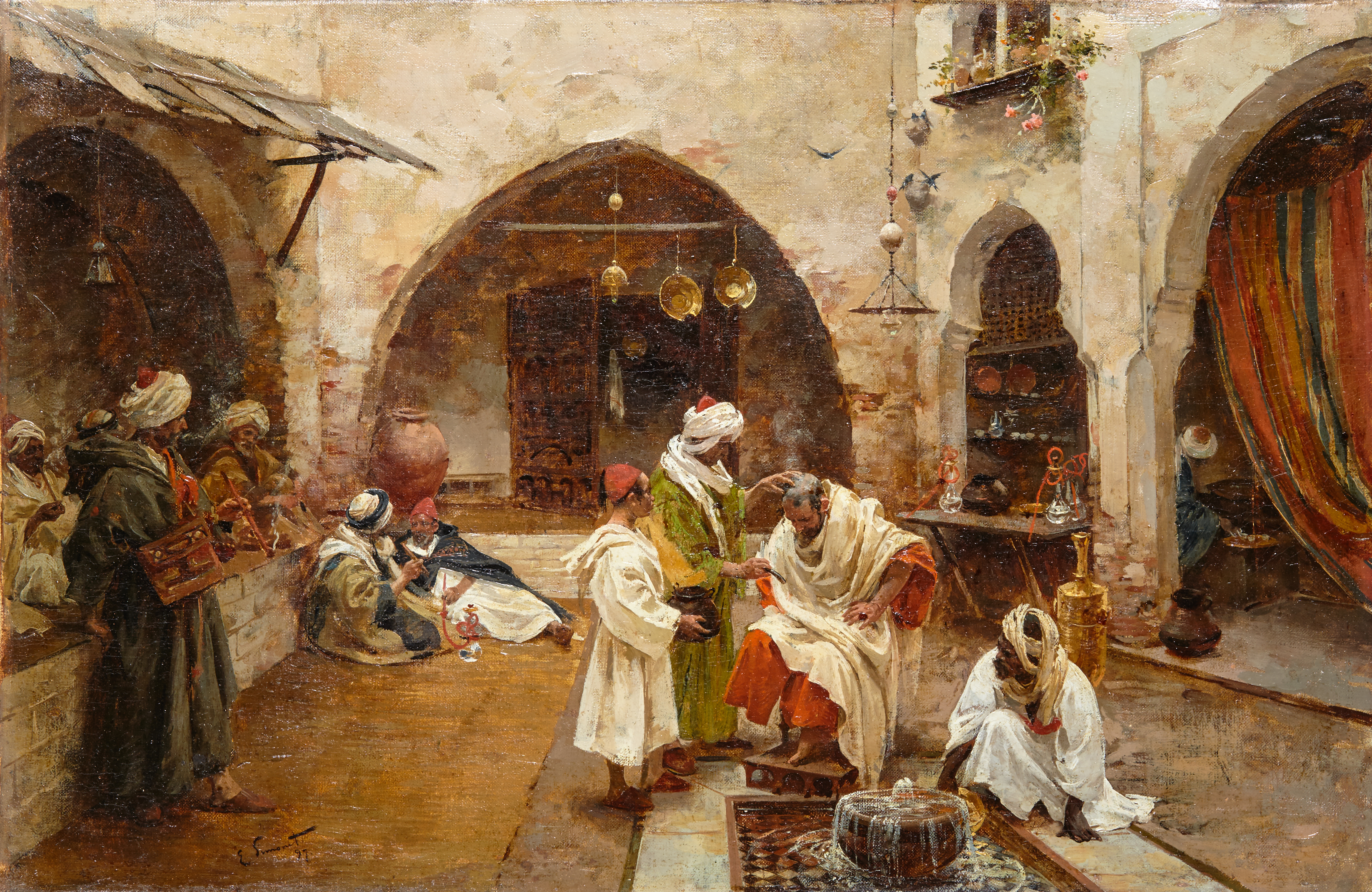
باربر در سالن (۱۸۹۷) توسط انریکه سیمونت

از عمل تراشیدن سرها در ارتش استفاده شده‌است. اگرچه گاهی اوقات به دلایل بهداشتی توجیه می‌شود، اما تصویر هماهنگی دقیق و انضباطی نیز به عنوان یک عامل پذیرفته می‌شود. پس از حمله متفقین به نرماندی در طول جنگ جهانی دوم، بسیاری از سربازان تصمیم گرفتند که سَر خود را کاملاً تراشیده تا دفاع از نازی‌ها را انکار کنند و برای پیدا کردند خودشان در یک مبارزه تن به تن. برای سربازگیری جدید، این می‌تواند یک مناسک گذار و تغییرات به یک نشان افتخار تبدیل شود.

### زندان و مجازات

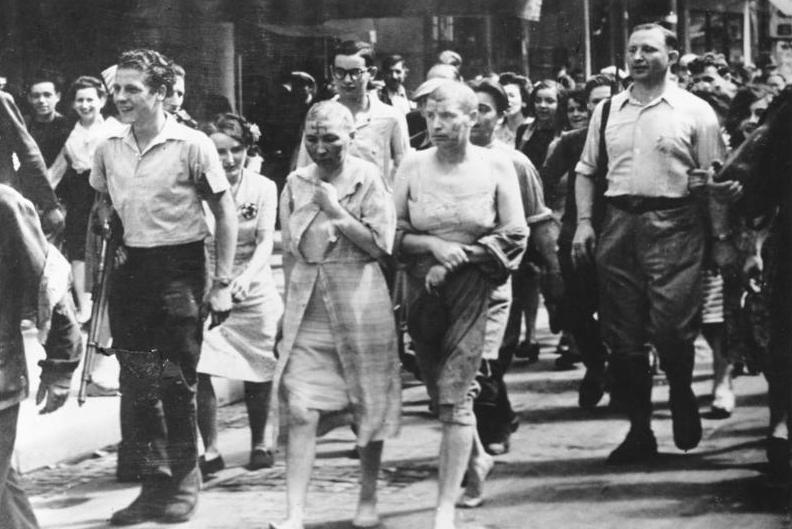
زنان فرانسوی متهم به همکاری با نازی‌ها در سال ۱۹۴۴ با پای برهنه، سر تراشیده شده و داغ سواستیکا در صورت‌هایشان در خیابان‌ها رژه می‌روند

زندانیان معمولاً برای جلوگیری از شیوع شپش، سر خود را می‌تراشیدند، اما ممکن است از آن به عنوان یک اقدام تحقیرآمیز نیز استفاده شود. تراشیدن سر می‌تواند مجازاتی باشد که در قانون مقرر شده‌است. نازی‌ها افرادی را که متهم به اختلاط نژادی بودند، با رژه بردن در خیابان‌ها با سر تراشیده و پلاکاردهایی به دور گردنشان که جزئیات آن‌ها را شرح می‌داد، مجازات می‌کردند.
در طول جنگ جهانی دوم و بعد از آن، هزاران زن فرانسوی در مقابل تشویق جمعیت سر خود را تراشیدند که مجازات همکاری با نازی‌ها یا داشتن رابطه جنسی با سربازان نازی در طول جنگ بود. برخی از زنان فنلاندی همچنین به دلیل ادعای روابط با اسیران شوروی در طول جنگ، سرشان تراشیده شده‌است.

### دینی

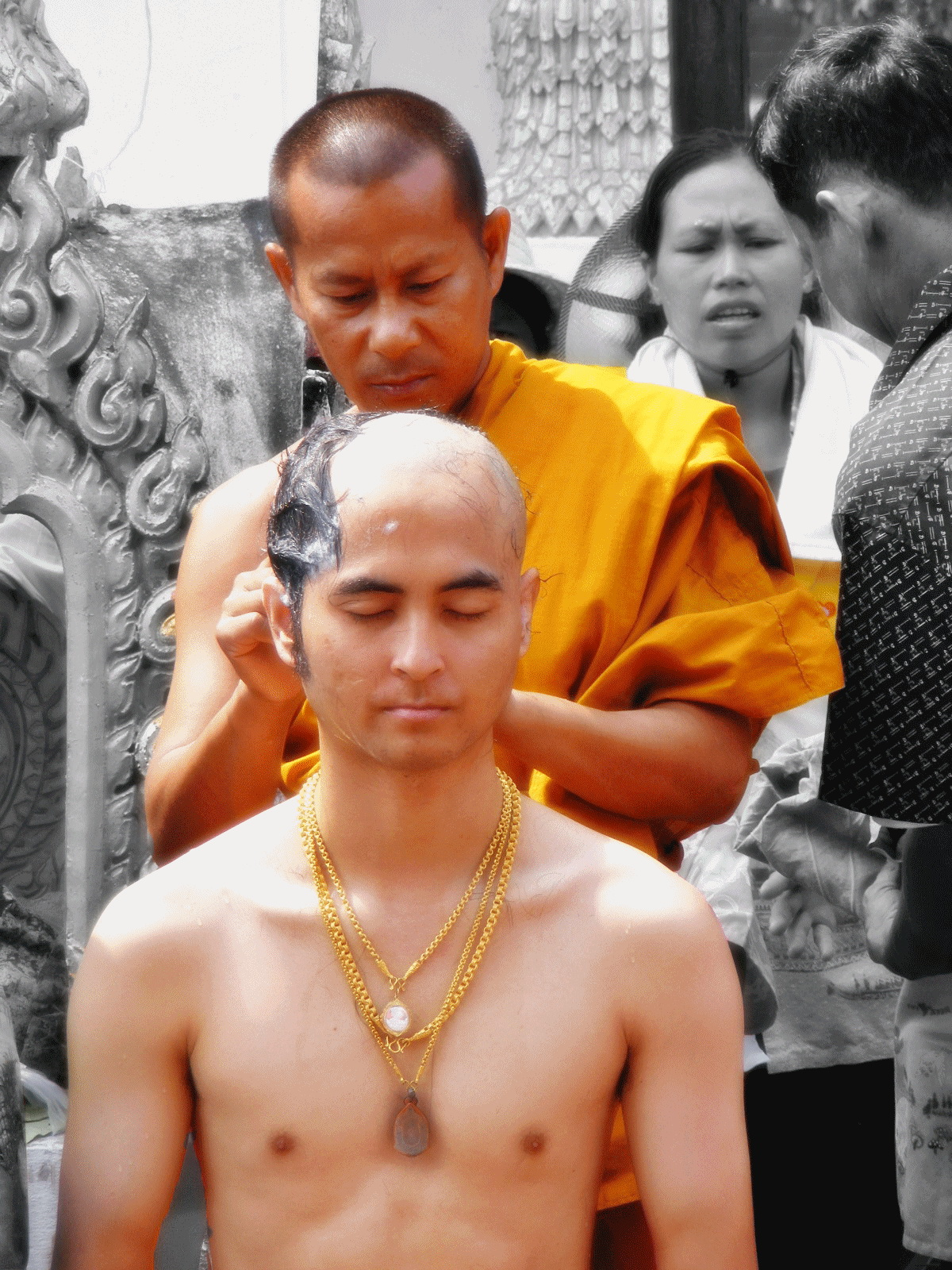
یک راهب بودایی با تراشیدن سر یک عابد برای آماده‌سازی او برای کشیش شدن

بسیاری از بودایی‌ها و وایشناواها، به ویژه هار کریشناها، سر خود را می‌تراشند. برخی از راهبان و راهبه‌های هندو و بوداییها با ورود به انجمن خود، موهای خود را می‌تراشند و راهبان و راهبه‌های بودایی در کُره هر ۱۵ روز یکبار سرشان تراشیده می‌شود. مردان مسلمان پس از انجام عمره و حج تمتع برای پیروی از سنت تعهد به الله سر خود را می‌تراشند، اما لازم نیست آن را برای همیشه بتراشند.

### کلاس
در بیشتر قرن بیستم در بسیاری از کشورهای غربی، اصلاح سر تا حدودی غیر معمول یا از طبقه پایین محسوب می‌شد.  اصلاح سر اغلب با کارگران یدی مانند ملوانان، اسکله‌ها و سربازان و همچنین زندانیان و بیماران بیمارستان همراه بود. در مقابل، نجیب‌زادگان مایایی باستان سر خود را می‌تراشیدند.

### ورزش

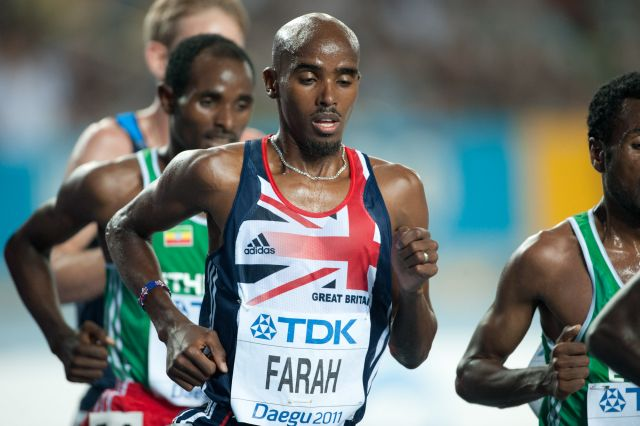
محمد فرح با سر تراشیده

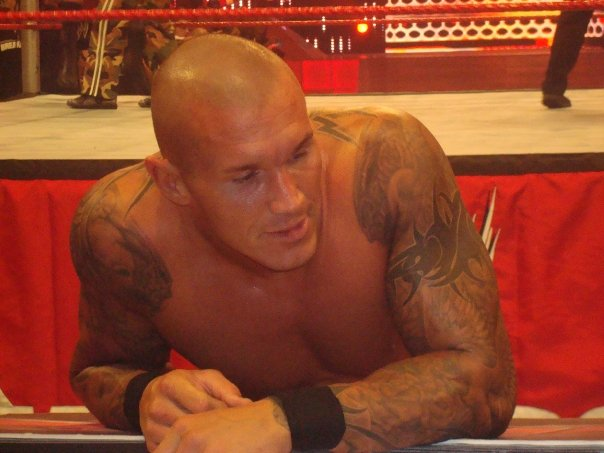
رندی اورتن با سر تراشیده به انتخاب

### طاسی
افرادی که از ریزش مو رنج می‌برند ممکن است موهای خود را تراشند تا جلوه بیشتری داشته باشند، راحت‌تر باشند یا از سبک خاص یا یک حرکت مد پیروی کنند. افراد مبتلا به طاسی منطقه‌ای یا طاسی الگویی اغلب اصلاح را انتخاب می‌کنند، که از دهه ۱۹۹۰ به سرعت به یک گزینه رایج تبدیل شده‌است. همچنین لوازم جانبی مردان طاس با گوشواره‌های حلقوی یا گل میخ متداول شده‌است، این چهره مشهور توسط چهره‌هایی مانند مایکل جوردن بازیکن بسکتبال و استیو آستین کشتی‌گیر حرفه‌ای هنگام تراشیدن سر در دهه ۱۹۹۰ استفاده می‌شود.

### داستان
در داستان‌های مدرن، سرهای تراشیده شده اغلب با شخصیت‌هایی همراه هستند که عبوس و منضبط یا سختگیرانه از خود نشان می‌دهند. به عنوان مثال می‌توان به شخصیت‌هایی مانند یول برینر، وین دیزل، تلی ساوالاس (کوجک)، ساموئل ال جکسون (میس ویندو) و سیگورنی ویور (الن ریپلی) و همچنین شخصیت‌هایی چون والتر وایت، آقای تمیز، کریتوس، مأمور ۴۷ و سایتاما اشاره کرد. طاسی گاهی قسمت مهمی از زندگی‌نامه این شخصیت‌ها است. به عنوان مثال، سایتاما در ازای دریافت ابرقدرت‌های خود، تمام موهای خود را از دست داد. سرهای تراشیده شده اغلب در داستان‌های داستانی با شرور نیز مرتبط هستند، مانند لکس لوتر، سرهنگ کورتز و ارنست استاورو ولفلد. یک استثنا قابل توجه بابا وارباکس است.

### کله‌پوستی و سایر خرده فرهنگ‌ها
در دهه ۱۹۶۰، برخی از جوانان طبقه کارگر بریتانیا خرده فرهنگ کله‌پوستی را ایجاد کردند، که اعضای آنها با موهای کوتاه کوتاه متمایز بودند (اگرچه در آن زمان سرشان را تا ته نمی‌تراشیدند). این نگاه تا حدودی تحت تأثیر سبک پسران بی‌ادب جامائیکا بود.

### جنسیت و جنسیت
فیتیش جنسی شامل تراشیدن سر، تریکوفیلی نامیده می‌شود. در حالی که سر تراشیده شده مرد اغلب به عنوان نشانه اقتدار و مردانگی دیده می‌شود، سر تراشیده شده زن به‌طور معمول به نشانه آندروژنی است. این ممکن است، اما همیشه، بیانگر عضویت در انجمن دگرباشان جنسی نیست.

### جمع‌آوری کمک و پشتیبانی

#### سرطان

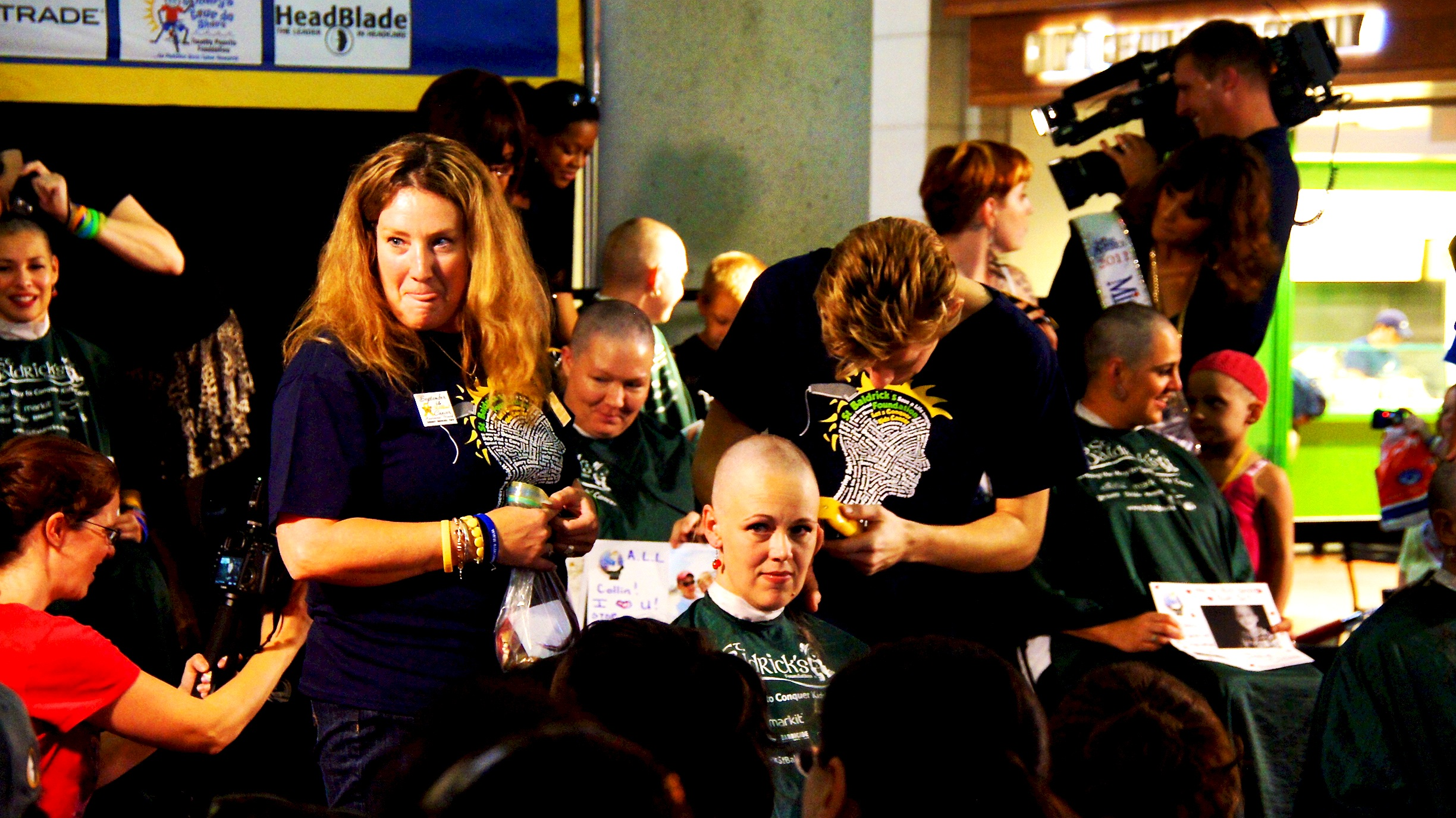
زنان در رویداد ۴۶ مامان‌ها، برنامه جمع‌آوری سرمایه و آگاهی مربوط به سرطان، سر خود را می‌تراشند

طاسی عوارض جانبی شناخته شده شیمی درمانی است که اغلب برای درمان سرطان استفاده می‌شود و برخی از افراد قبل از انجام چنین درمانی سر خود را می‌تراشند. برخی از افراد تصمیم گرفتند سر خود را به عنوان همبستگی با مبتلایان به سرطان بتراشند، به ویژه به عنوان بخشی از تلاش برای جمع‌آوری کمک مالی.

#### چالش کووید-۱۹
در طی بیماری همه‌گیر کووید-۱۹، بسیاری از کشورها رویه‌های سختگیرانه قرنطینه را وضع کرده و فعالانه مردم را به خود قرنطینگی تشویق می‌کردند. بسیاری از افراد، به ویژه مردان، در ابتدا شروع به تراشیدن موهای خود به عنوان راهی برای مبارزه با خستگی در حین قرنطینه کردن و به دلیل بسته بودن همه آرایشگاه‌ها، قادر به کوتاه کردن موهای خود نبودند.